# Cebu FC
El Cebu FC, conocido también como  Dynamic Herb Cebu o DH Cebu por razones de propietario, es un equipo de fútbol de Filipinas que juega en la Philippines Football League, la primera división nacional.

## Historia
Fue fundado en el año 2021 en la ciudad de Cebu City y es propiedad del Dynamic Herb Sports Incorporated dirigido por en empresario turco Uğur Taşçı, siendo el tercer equipo de fútbol en la ciudad.
En ese mismo año consigue la licencia para competir en la Philippines Football League como reemplazo del Leylam FC. En su primera temporada el club estaba conformado por exjugadores del Leylam y dejados en libertad por otros equipos, pero la temporada 2021 sería cancelada por la pandemia de COVID-19.
El primer partido oficial lo juega el 11 de noviembre de 2021 en una derrota por 0-1 ante en Stallion Laguna por la Copa Paulino Alcantara, aunque terminaría alcanzando las semifinales donde perdería ante el eventual campeón Kaya FC, y perdiendo en penales el partido por el tercer lugar ante el Stallion Laguna.
En 2022 firma un convenio de cooperación con el Hatayspor de Turquía y recibiría a dos jugadores a préstamo. Cebu vencería al Stallion Laguna por 2–0 en la Copa Paulino Alcantara, siendo su primera victoria en un partido oficial. Cebu volvería a alcanzar las semifinales de la copa, donde perdería ante el eventual campeón United City por 0-1. Cebu repetiría el resultado de su participación anterior luego de perder el partido por el tercer lugar ante el Stallion Laguna por 1-2.
El Cebu debutaría en la Philippines Football League con una derrota por 0-3 ante el Kaya FC.

## Participación en competiciones de la AFC
| Temporada | Torneo  | Ronda          | Club             | Resultado | Resultado | Agg. / Pos.   |
| Temporada | Torneo  | Ronda          | Club             | Casa      | Visita    | Agg. / Pos.   |
| --------- | ------- | -------------- | ---------------- | --------- | --------- | ------------- |
| 2023-24   | AFC Cup | Fase de grupos | Phnom Penh Crown | 0–3       | 0–4       | Grupo F (3.º) |
| 2023-24   | AFC Cup | Fase de grupos | Macarthur FC     | 0–3       | 2–8       |               |
| 2023-24   | AFC Cup | Fase de grupos | Shan United      | 1–0       | 1–1       |               |

## Clubes Afiliados
- Hatayspor (2022–presente)[25]

## Entrenadores
| Nombre          | Periodo   | Ref.   |
| --------------- | --------- | ------ |
| Oliver Colina   | 2021–2022 | [ 26 ] |
| Mehmet Kakil    | 2022–2023 | [ 27 ] |
| Joshua Schirmer | 2023–     | [ 28 ] |